# Croton laniflorus
Espèce
Croton laniflorus est une espèce de plantes à fleurs du genre Croton et de la famille Euphorbiaceae présente en Indochine.
Il a pour synonymes :
- Croton erianthus, Sm., 1808
- Croton erioanthemus, Sm., 1808
- Croton lanatus, Lour., 1790
- Croton lasianthus, Pers., 1807
- Croton laxiflorus, Geiseler, 1807
- Croton limitincola, Croizat, 1942
- Kurkas laniflorum, (Geiseler) Raf.
- Oxydectes laniflora, (Geiseler) Kuntze
- Oxydectes lasiantha, Kuntze